# Divina (meteoryt)
Divina – meteoryt kamienny należący do chondrytów oliwinowo-bronzytowych. Spadł 24 lipca 1837 w okolicach miejscowości Divina na Słowacji.

## Historia upadku
24 lipca 1837 roku około godziny 11.30 czasu miejscowego w całkowicie pochmurny dzień nastąpił upadek pojedynczego kamiennego meteorytu. Meteoryt o masie 10,75 kg wbił się w podłoże na głębokość 70 cm. Jeszcze po trzydziestu minutach był ciepły. Upadek nastąpił na południowym stoku pasma Javorniki, w okolicach miasta Divina, w pobliżu powiatowego miasta Żylina. Największy fragment o masie 9,91 kg znajduje się obecnie w Muzeum Narodowym w Budapeszcie. Pierwsze opisy zjawiska upadku i budowy meteorytu powstały w 1840 i 1854 roku.